# Головина, Алла Сергеевна
А́лла Серге́евна Головина́ (урожд. баронесса Ште́йгер, во втором браке де Пелиши; 15 (28) июля 1909, с. Николаевка Черкасского уезда Киевской губернии — 2 июня 1987, Брюссель) — русская поэтесса «первой волны» эмиграции, участница ряда литературных объединений Праги, Парижа и др.

## Биография
Из России уехала сразу после революции. Эмигрировала с семьёй в 1920 г. в Турцию, жила в Чехословакии, где и окончила русскую гимназию в Моравской -Тршебове, во Франции (с 1934), в Швейцарии (с 1939) и в Бельгии (с 1955).
В жизни Головиной было два замужества: первое в 1929 году за скульптора и художника А. С. Головина, второе — в 1951 году за бельгийца Филиппа Жиллеса де Пелиши. От первого брака у Головиной сын Сергей Александрович Головин — известный собиратель германского фольклора, писатель и переводчик, живший в Швейцарии. Автор многих книг, в числе прочих, об Илье Муромце и Теофрасте Парацельсе.
А. С. Головина — сестра поэта А. Штейгера, сохранившая его архив (и, в частности, обширную переписку с М. Цветаевой).

## Творчество
Творческую деятельность начала ещё в гимназии. Большое влияние оказала М. И. Цветаева, с которой А. С. Головина познакомилась в Праге. Писала как стихи, так и рассказы (в позднем творчестве). Головина Алла Сергеевна принимала активное участие в литературной жизни, но к определённой литературной группировке не принадлежала.
Поддерживала отношения с поэтическим объединением «Скит», печаталась в периодических изданиях Праги и Парижа. Публиковалась в журналах «Воля России», «Русские заметки», в газетах «Возрождение», «Руль». В основном писала в жанре камерной исповедальной лирики.
Произведения конца 1920 — начала 1930-х годов:
Стихи этого периода объединены общим лирическим героем. Лирический герой живёт в мире, полном муки, печали, страха. Но есть в стихотворениях и другой мир — «окончательный свой мир». На него герой возлагает надежды, в нём ищет помощи. Главная антитеза стихов этого периода — одиночество и слияние с природой, ожидание новой жизни. Такое противопоставление двух миров близко к духу романтизма, в котором наличие двух пространств является главной особенностью.
Георгий Адамович увидел в творчестве Головиной особый способ создания художественной выразительности. В рецензии на сборник «Лебединая карусель» критик назвал поэтессу «самым талантливым поэтом в Праге» и сравнил её творчество со стихами Бориса Поплавского (особенно симптоматично, что в последний год жизни последнего: «Об Ахматовой нет и воспоминанья. Скорей приходит на ум Поплавский, — точнее, текст стихов Поплавского, без его глубоко-гармонического напева. У Головиной напев свой». (Последние новости. 1935. 24 января)
Далёкость своей поэзии от стихов Ахматовой подтверждала в 1926 году и сама Алла Головина (тогда ещё Штейгер): «Ахматову я давно забросила — не удовлетворяет, а своего ещё не нашла, да и не найду, вероятно»…
«Вдохновенное любопытство сказочника» — так характеризует Владислав Ходасевич особенность мироощущения Головиной, имея в виду то, что поэтесса пыталась рассмотреть внутреннюю суть вещей (Возрождение. 1935. 28 марта).
Излюбленный прием трофики стихотворений — развернутая метафора, например, вдохновение — огонь «живой и жесткий», электрический ток, радиоволна, принимая которую, трепещет бумага («Вдохновение», 1931)
Сборник «Лебединая карусель»
Центральный сборник стихотворений. Главным стихотворением является «Лебединая карусель» (1930). Главный образ — образ карусели лебедей, которые сравниваются с душой человека, то несущейся к «звездам без числа», то опускающейся «на стержни». Основной прием звуковой оформленности стиха — ассонанс (повторяемость звука «е»). В сфере средств выразительности главную роль играет все та же метафора: лебединая карусель сравнивается с душой человека.
Стихи второй половины 1930-х годов, и 1940-х:
Драматизм творчества. Лирический герой тот же, но он начинает освобождаться от иллюзий жизни. Герой приходит к осознанию жизни как неповторимого, радостного чуда. («Не умирай, не верь, не жди…», 1935)
На первый план выходит эмигрантская тема. Лирический герой вспоминает о России, где «поймут её тоску и муки». Важную роль играют ассоциации культурно-исторического и фольклорного плана. История родной страны представляется цепью страшных событий.
Стихотворение «Как всегда, утверждение ваше…» (1942) описывает судьбу поэта в России: « Что ж, Россия, ты лихо рубишь / Под коленочки лучший дуб, / Что-то мало поэтов любишь, / Только кубок держишь у губ…». Но не умирает в стихах надежда на возрождение России, на возвращение былых времен.
Любовная лирика:
Любовная лирика приходится на 1940-е годы. Для неё характерна исповедальная интонация, камерность, субъективность. Стихотворения — лирический монолог автора, отражающий жизненную драму.
Поздний период творчества:
После второго замужества Головиной было написано несколько лирических новелл и рассказов из жизни эмиграции. Для прозы Аллы Сергеевны Головиной характерны сюжетная фрагментарность, внимание к психологической детали, драматизация эпизода, тяготение к сказовой форме изложения.

## Отзывы
- «Алла Головина ― поэт не средний. Она очень талантлива. Думаю даже, что это самый талантливый поэт в Праге, — хотя «за тридевять земель», при отсутствии настоящего, близкого знакомства с тамошней литературной жизнью, не решаюсь это утверждать с уверенностью. Во всяком случае, Головина переросла понятие «школы», «объединения», «группы», — того, что французы называют «chapelle». Стихи её читать крайне занятно, очень забавно. Если большего она не дает, то, кажется, не потому, чтобы её научили этой игривости, а потому, что такова её натура»[3].
- «Головина — экспериментаторша. Ей всё время хочется то заглянуть по ту сторону вещей, то представить их в сильном и смелом ракурсе, вообще — что-то в игре подсмотреть и подслушать... <...> Вдохновенное любопытство Головиной в высшей степени привлекательно. За её опытами следишь с интересом и сочувствием. Любопытство о мире делает её поэзию любопытною для читателя, что особенно выгодно отличает Головину от наших столичных нытиков, которые не столько печальны, сколько просто скучны»[5].
- И.Бунин: «Дорогая Алла! Как мне не везет с Вами! Когда я был молодой, Вы были девчонка, когда Вы стали очаровательной женщиной, я стал старым хрычом!» (16 авг. 1953. Домашний архив Ф.Жиллеса де Пелиши в Брюсселе).
- «Самый талантливый поэт в Праге» — Г. В. Адамович (Последние новости. 1935. 24 января)
- «Это сусальное золото, театральный румянец» — Цветаева о творчестве Головиной.

## Сборники
- «Лебединая карусель» (Берлин, 1935)
- «Городской ангел» (Брюссель, 1989)
- «Ночные птицы» (Брюссель, 1990)
- Сборник стихов и рассказов «Вилла „Надежда“» (Москва: Современник, 1992).